# Arise
Az Arise a Sepultura nevű brazil thrash metal együttes negyedik nagylemeze, amely 1991 márciusában jelent meg a Roadrunner Records gondozásában. Megjelenésekor a vezető heavy metal magazinok, köztük a Rock Hard, a Kerrang! és a Metal Forces is dicsérte.
Az ismét Scott Burns producer irányította lemezfelvétel ezúttal már nem Brazíliában, hanem az Egyesült Államokban, a floridai Morrisound stúdióban zajlott, a korszak legnevesebb death metal műhelyében. A keverést Andy Wallace végezte. Habár az Arise zenéje alapjaiban szinte ugyanaz a death/thrash stílusú metal, mint az előző Beneath the Remains című albumon, a Sepultura hallhatóan mégis kísérletezni kezdett. Az albumon a groove metal, az indusztriális zene, a hardcore punk és a brazil törzsi népzene elemei is felfedezhetőek.
Az album turnéja az együttes addigi legnagyobbja volt, összesen 220 fellépést tartottak 39 különböző országban. A turné végére az Arise több mint egymillió példányban kelt el világszerte. Ez az együttes első lemeze, amely felkerült a Billboard 200 listára, a 119. helyet érte el.
Az Arise szerepel az 1001 lemez, amit hallanod kell, mielőtt meghalsz című könyvben.

## Az album dalai
|    | Cím                       | Hossz |
| -- | ------------------------- | ----- |
| 1. | Arise                     | 3:18  |
| 2. | Dead Embryonic Cells      | 4:52  |
| 3. | Desperate Cry             | 6:40  |
| 4. | Murder                    | 3:26  |
| 5. | Subtraction               | 4:46  |
| 6. | Altered State             | 6:34  |
| 7. | Under Siege (Regnum Irae) | 4:53  |
| 8. | Meaningless Movements     | 4:40  |
| 9. | Infected Voice            | 3:18  |

| 10. | Orgasmatron (Motörhead-feldolgozás, kislemez B-oldal) | 4:15 |

| 11. | Intro                           | 1:32 |
| 12. | C.I.U. (Criminals in Uniform)   | 4:17 |
| 13. | Desperate Cry (Scott Burns Mix) | 6:43 |

## Közreműködők
- Max Cavalera – ének, ritmusgitár
- Andreas Kisser – szólógitár
- Paulo Jr. – basszusgitár
- Igor Cavalera – dob, ütőhangszerek
- Henrique Portugal – szintetizátor
- Kent Smith – hangeffektusok

## Fordítás
Ez a szócikk részben vagy egészben az Arise (Sepultura album) című angol Wikipédia-szócikk ezen változatának fordításán alapul.  Az eredeti cikk szerkesztőit annak laptörténete sorolja fel. Ez a jelzés csupán a megfogalmazás eredetét és a szerzői jogokat jelzi, nem szolgál a cikkben szereplő információk forrásmegjelöléseként.